# Eleutherobia vinadigitaria
Eleutherobia vinadigitaria är en korallart som beskrevs av Williams och Little 200. Eleutherobia vinadigitaria ingår i släktet Eleutherobia och familjen läderkoraller. Inga underarter finns listade i Catalogue of Life.